# مگس‌عقربان شگفت
مگس‌عقربان شگفت (نام علمی: Nannochoristidae) نام یک تیره از راسته منقارسران است.